# Donkerbroek
Donkerbroek is een dorp in de gemeente Ooststellingwerf, in de Nederlandse provincie Friesland. Het is ten noordwesten gelegen van Oosterwolde en ten zuidoosten van Drachten.
Op 1 januari 2023 had Donkerbroek 1.930 inwoners. Onder Donkerbroek vallen ook de buurtschappen 't Hoogezand, Bovenveld, De Koelanden, Drie Tolhekken (klein deel), Moskou (grotendeels) en Petersburg (grotendeels).

## Geschiedenis
Donkerbroek is een van de oudste nederzettingen in het zuidoosten van de provincie Friesland. De oudste vermelding van het dorp staat in twee oorkondes van 13 juli en 15 juli 1408 over een geschil met de Bisschop van Utrecht over de huur van hooilanden. In de oorkondes wordt het dorp Dungebroek en Dongbroec genoemd.
Rond Donkerbroek zijn vrij veel prehistorische vondsten gedaan, met name uit de bronstijd. Op de begraafplaats staat ook een van de Klokkenstoelen in Friesland.

## Omgeving en toerisme
Langs Donkerbroek loopt de toeristische route De Friese Wouden. Door het dorp loopt de Opsterlandse Compagnonsvaart die deel uitmaakt van de Turfroute. Rondom Donkerbroek bevonden zich uitgestrekte bossen en heidevelden.
Anno 2018 resteert hiervan op loopafstand van het dorp het landgoed Ontwijk. Hier is op een beperkte oppervlakte een staalkaart van het vroegere landschap terug te vinden in de vorm van bos, lanen, heide en veentjes. Ook zijn er resten van een wielerbaan en een openluchttheater. In het bos leven een tiental reeën en vele soorten bosvogels. De veentjes herbergen bruine en groene kikkers en libellen als viervlek, noordse witsnuit en grote keizer. Ook is hier klokjesgentiaan te vinden.

## Taal
In Donkerbroek wordt door enkele oudere bewoners nog Stellingwerfs gesproken. In de 20e eeuw ontstond een sterke Friese invloed. Dat blijkt ook uit de Friese namen voor enkele verenigingen. De basisschool kreeg in 2019 de Friese naam "De Twirrewyn".

## Sport
- SV Donkerbroek, sportvereniging

## Geboren
- Iris Teijema (2004), voetbalster

## Openbaar vervoer
Het dorp is bereikbaar via drie buslijnen van Qbuzz: 
- Lijn 14: Drachten - Ureterp - Wijnjewoude - Donkerbroek - Oosterwolde
- Lijn 15: Heerenveen - Oudeschoot - Mildam - Katlijk - Nieuwehorne - Oudehorne - Jubbega - Hoornsterzwaag - Donkerbroek - Oosterwolde
- Lijn 380: Drachten - Wijnjewoude - Donkerbroek - Oosterwolde - Appelscha - Hijkersmilde - Smilde - Bovensmilde - Assen (Qliner)

## Afbeeldingen

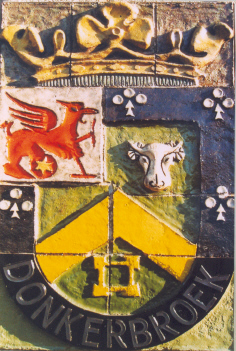
Het wapen van Donkerbroek